# Tir amb arc als Jocs Olímpics d'estiu de 1976
Als Jocs Olímpics d'Estiu de 1976 celebrats a la ciutat de Mont-real (Canadà) es disputaren dues proves de tir amb arc, una en categoria masculina i una altra en categoria femenina. La competició tingué lloc entre els dies 27 i 30 de juliol de 1976 a les instal·lacions de tir amb arc de Joliette.
Hi participaren un total de 64 arquers: 37 homes i 27 dones, de 24 comitès nacionals diferents.

## Resum de medalles
| Prova                      | Or           | Argent            | Bronze             |
| Individual masculí Detalls | Darrell Pace | Hiroshi Michinaga | Giancarlo Ferrari  |
| Individual femení Detalls  | Luann Ryon   | Valentyna Kovpan  | Zebiniso Rustamova |

## Medaller
| Posició | País           | Or | Argent | Bronze | Total |
| 1       | Estats Units   | 2  | 0      | 0      | 2     |
| 2       | Unió Soviètica | 0  | 1      | 1      | 2     |
| 3       | Japó           | 0  | 1      | 0      | 1     |
| 4       | Itàlia         | 0  | 0      | 1      | 1     |